# Sivar Nordström
Sivar Nordström (* 11. März 1933; † 24. Oktober 2013) war ein schwedischer Orientierungsläufer.
Nordström wurde 1959 in Dänemark Dritter bei den Nordischen Meisterschaften. 1962 nahm er an den ersten Europameisterschaften im Orientierungslauf teil und belegte dabei den dritten Platz hinter dem Norweger Magne Lystad und Bertil Norman aus Schweden auf der 16,5 km Luftlinie langen Strecke mit 13 Posten. Mit der Mannschaft von Tierps IF gewann er 1966 die Tiomila.
Zusammen mit Peo Bengtsson gilt er als einer der Wegbereiter des O-Ringens, das seit 1965 jährlich in Schweden ausgetragen wird.

## Platzierungen
| Nord. Meisterschaften | Einzel | Staffel |
| --------------------- | ------ | ------- |
| 1957 Trondheim        | 9.     |         |
| 1959 Aalborg          | 3.     |         |

| Europameisterschaften | Einzel | Staffel |
| --------------------- | ------ | ------- |
| 1962 Løten            | 3.     |         |